# Jean-Claude Darcey
Pour les articles homonymes, voir Darcey.
Jean-Claude Vieuxloup dit Darcey, né  en 1949 à Lorient (Morbihan), est un chanteur d´opéra et d´opérette français. 

## Biographie
Premier prix de chant en 1971 au Conservatoire national supérieur de musique de Paris et premier prix d'art lyrique en 1972, il est engagé à l'Opéra de Paris  cette même année pour Die Frau ohne Schatten de Richard Strauss sous la direction de Karl Böhm.
Assure ensuite 180 représentations de Il était une fois l'Opérette de Jean Poiret à Bobino avec entre autres Régine Crespin et Mady Mesplé. Il interprète ensuite au Théâtre du Châtelet Johann Strauss dans Valses de Vienne de 1974 à 1976 pour 400 représentations, puis 160 autres à Mogador avant 120 représentations de Rêve de valse d'Oscar Straus.  et les rencontres du Palais Royal (Paris)
Il enregistre plusieurs disques et participe à des émissions de radio et télévision. Il chante différents premiers rôles d´opérette et d´opéra à Marseille, Lyon, Nancy, Tours, Bordeaux, Liège, Rouen, Rennes, Toulon, Lausanne,  Strasbourg et Bruxelles Théâtre de la Monnaie, etc. Il crée, avec sa femme Danièle Fugère, première danseuse de l'Opéra de Paris sous Serge Lifar, l´Académie du Spectacle en 1979- École de chant de Musique, de théâtre et de danse ainsi que des studios de répétitions - puis les Muses Galantes- librairie musicale spécialisée dans la musique classique et l'art lyrique (partitions, livres anciens et rares, enregistrements précieux, manuscrits et autographes) - et une salle de concert le Théâtre des muses. Depuis 2008, il se consacre à d'autres activités artistiques.

## Distinctions
Il a été fait Officier des Arts et Lettres Nommé par arrêté du 17 juillet 2015.  
Jean-claude Darcey est le légataire universel de Jean-Michel Damase 1er Grand prix de Rome 1947.